# なにもかも踊れ
『なにもかも踊れ』（なにもかもおどれ）は、ヒカシュー2枚目のサウンドトラック。1987年にパズリン・オフィスより発売。ジャケットは、足が16本あるバレエダンサーの絵(傍らに巻上公一とニコラス・ディクソンの写真)。
前作『そばでよければ』で成功を収めたニコラス・ディクソンと小竹信節、巻上公一が、チュチュランドアカデミーという名前のユニットで活動を初めた第一作目である。「ブルーバナナバー」というダンス作品のための音楽であり、ニコラス・ディクソンは、「湯河原のこたつの中で巻上公一と共に作った」という（『なにもかも踊れ』再発版のライナー・ノーツより）。スタジオではなく、メンバーそれぞれの自宅で打ち込みで行った。

## 収録曲
全作詞:巻上公一
1. 皮肉なウェイター
  - 作曲:巻上公一
2. ミス楽天
  - 作曲:巻上公一
  - ライブ版が「楽天」として『HIKASHU HISTORY』に収録されている。
3. ミス悲観
  - 作曲:巻上公一
4. レズビアンとウェイターのタンゴ
  - 作曲:坂出雅海
5. いんらん美女にクエスチョン
  - 作曲:野本和浩
6. もしが踊る
  - 作曲:井上誠
7. プレイボーイ
  - 作曲:谷口勝
8. マネーダンス
  - 作曲:巻上公一
9. 内気を世に出せ
  - 作曲:海琳正道
10. セールスマン
  - 作曲:坂出雅海
11. 人生の意味
  - 作曲:坂出雅海
12. 悲劇の主人公
  - 作曲:海琳正道
13. カクテル
  - 作曲:巻上公一
  - メロディー全体が後にヒカシューのアルバム『万感』の「祈りのカラー」に流用された。

## 参加ミュージシャン
- 巻上公一 -ボーカル(#1,4,7,12)
- 海琳正道 -ギター
- 野本和浩 -サクソフォーン
- 坂出雅海 -エレクトリックベース
- 井上誠 -シンセサイザー
- 谷口勝 -ドラムス